# بستی مندهه
بستی مندهه (به انگلیسی: Basti Mundhe) یک منطقهٔ مسکونی در پاکستان است که در پنجاب واقع شده‌است. بستی مندهه ۱۳۴ متر بالاتر از سطح دریا واقع شده‌است.